# 59e cérémonie des Oscars
La 59e cérémonie de remise des Oscars du cinéma a lieu le 30 mars 1987 à 18 h au Dorothy Chandler Pavilion du County Music Center à Los Angeles.
Cette année lança la tradition de l'annonce des nominations en janvier, tentée dans le milieu des années cinquante pour être vite abandonnée.

## Cérémonie
La cérémonie récompensa les meilleurs films de l'année 1986 dans 23 catégories. Elle dura 3 heures et 21 minutes et fut diffusée en direct sur la chaîne ABC.

### Équipe technique
- Maîtres de cérémonie : Chevy Chase, Goldie Hawn, Paul Hogan
- Producteur : Samuel Goldwyn, Jr.
- Dialoguistes : Jeffrey Barron, Ernest Lehman, Jack Rose, Melville Shavelson
- Superviseur musical : Lionel Newman
- Réalisateur télé : Marty Pasetta

### Spectacle
- Fugue for Tinhors interprété par Dom DeLuise, Pat Morita et Telly Savalas
- Glory of Love interprété par Peter Cetera
- Life in a Looking Glass interprété par Tony Bennett
- Mean Green Mother from Outer Space interprété par Levi Stubbs
- Somewhere Out There interprété par Natalie Cole et James Ingram
- Take My Breath Away interprété par Melba Moore et Lou Rawls

## Palmarès
Les lauréats sont indiqués ci-dessous en premier de chaque catégorie et en gras.

### Meilleur film
(remis par Dustin Hoffman)
- Platoon d'Oliver Stone
  - Les Enfants du silence (Children of a Lesser God) de Randa Haines
  - Hannah et ses sœurs (Hannah and Her Sisters) de Woody Allen
  - Mission (The Mission) de Roland Joffé (G-B)
  - Chambre avec vue (A Room with a View) de James Ivory

### Meilleur réalisateur
(remis par Elizabeth Taylor)
- Oliver Stone pour Platoon
  - David Lynch pour Blue Velvet
  - Woody Allen pour Hannah et ses sœurs
  - Roland Joffé pour Mission
  - James Ivory pour Chambre avec vue

### Meilleur acteur
(remis par Bette Davis)
- Paul Newman pour le rôle de Eddie Felson dans La Couleur de l'argent (The Color of Money) de Martin Scorsese[2]
  - Dexter Gordon pour le rôle de Dale Turner dans Autour de minuit (Round Midnight) de Bertrand Tavernier
  - Bob Hoskins pour le rôle de George Mona Lisa de Neil Jordan
  - William Hurt pour le rôle de James Leeds dans Les Enfants du silence (Children of a Lesser God)
  - James Woods pour le rôle de Richard Boyle dans Salvador d'Oliver Stone

### Meilleure actrice
(remis par William Hurt)
- Marlee Matlin pour le rôle de Sarah Norman dans Les Enfants du silence
  - Jane Fonda pour le rôle de Alex "Viveca Van Loren" Sternbergen dans Le Lendemain du crime (The Morning After)
  - Sissy Spacek pour le rôle de Babe Magrath-Botrelle dans Crimes du cœur (Crimes of the Heart)
  - Kathleen Turner pour le rôle de Peggy Sue Kelcher-Bodell dans Peggy Sue s'est mariée (Peggy Sue Got Married)
  - Sigourney Weaver pour le rôle du lieutenant Ellen L. Ripley dans Aliens, le retour (Aliens)

### Meilleur acteur dans un rôle secondaire
(remis par Jeff Bridges et Sigourney Weaver)
- Michael Caine pour le rôle de Elliot dans Hannah et ses sœurs[3]
  - Tom Berenger pour le rôle du sergent-chef Bob Barnes dans Platoon
  - Willem Dafoe pour le rôle du sergent Elias Grodin dans Platoon
  - Denholm Elliott pour le rôle de Mr. Emerson dans Chambre avec vue
  - Dennis Hopper pour le rôle de Shooter dans Le grand défi (Hoosiers) de David Anspaugh

### Meilleure actrice dans un rôle secondaire
(remis par Don Ameche et Anjelica Huston)
- Dianne Wiest pour le rôle de Holly dans Hannah et ses sœurs
  - Tess Harper pour le rôle de Chick Boyle dans Crimes du cœur
  - Piper Laurie pour le rôle de Madame Norman dans Les enfants du silence
  - Mary Elizabeth Mastrantonio pour le rôle de Carmen dans La Couleur de l'argent (The Color of Money)
  - Maggie Smith pour le rôle de Charlotte Bartlett dans Chambre avec vue

### Meilleur scénario original
(remis par Shirley MacLaine)
- Woody Allen pour Hannah et ses sœurs
  - Paul Hogan (histoire et scénario), Ken Shadie (scénario) et John Cornell (scénario) pour Crocodile Dundee de Peter Faiman (Australie)[4]
  - Hanif Kureishi pour My Beautiful Laundrette de Stephen Frears
  - Oliver Stone pour Platoon
  - Oliver Stone et Rick Boyle pour Salvador

### Meilleur scénario adapté
(remis par Shirley MacLaine)
- Chambre avec vue (A Room With a View) – Ruth Prawer Jhabvala
  - La Couleur de l'argent (The Color of Money) – Richard Price
  - Les Enfants du silence (Children of a Lesser God) – Hesper Anderson et Mark Medoff
  - Crimes du cœur (Crimes Of The Heart) – Beth Henley
  - Stand by me - Compte sur moi (Stand by me) – Raynold Gideon et Bruce A. Evans

### Meilleur film étranger
(remis par Anthony Quinn)
- L'Assaut (De Aanslag) de Fons Rademakers  •  Pays-Bas
  - 37°2 le matin de Jean-Jacques Beineix •  France
  - Mon cher petit village (Vesnicko má stredisková) de Jiří Menzel •  Tchécoslovaquie
  - '38 de Wolfgang Glück •  Autriche
  - Le Déclin de l'empire américain de Denys Arcand •  Canada

### Meilleure photographie
(remis par Jennifer Jones)
- Chris Menges pour Mission
  - Jordan Cronenweth pour Peggy Sue s'est mariée
  - Robert Richardson pour Platoon
  - Tony Pierce-Roberts pour Chambre avec vue
  - Donald Peterman pour Star Trek 4 : Retour sur Terre (Star Trek IV: The Voyage Home) de Leonard Nimoy

### Meilleure direction artistique (décors)
(remis par Christopher Reeve et Isabella Rossellini)
- Chambre avec vue – Brian Ackland-Snow, Elio Altamura, Gianni Quaranta et Brian Savegar
  - Aliens, le retour (Aliens) – Peter Lamont et Caspian Sallis
  - La Couleur de l'argent (The Color of Money) – Boris Leven (nomination à titre posthume) et Karen O'Hara
  - Hannah et ses sœurs – Carol Joffe et Stuart Wurtzel
  - Mission – Stuart Craig et Jack Stephens

### Meilleurs costumes
(remis par Lauren Bacall et Charlene Blaine)
- Jenny Beavan et John Bright pour Chambre avec vue
  - Enrico Sabbatini pour Mission
  - Anna Anni et Maurizio Millenotti pour Othello (Otello) de Franco Zeffirelli
  - Theadora Van Runkle pour Peggy Sue s'est mariée
  - Anthony Powell pour Pirates de Roman Polanski

### Meilleur son
(remis par Marlee Matlin)
- Platoon – Charles Grenzbach, Simon Kaye, Richard Rogers et John Wilkinson
  - Aliens, le retour (Aliens) – Michael A. Carter, Roy Charman, Nicolas Le Messurier et Graham V. Hartstone
  - Le Maître de guerre (Heartbreak Ridge) – Rick Alexander, Les Fresholtz, Bill Nelson et Vern Poore
  - Star Trek 4 : Retour sur Terre (Star Trek IV: The Voyage Home) – David J. Hudson, Mel Metcalfe, Terry Porter et Gene S. Cantamessa
  - Top Gun – Kevin O'Connell, William B. Kaplan, Rick Kline et Donald O. Mitchell

### Meilleur montage
(remis par Molly Ringwald)
- Platoon – Claire Simpson
  - Aliens, le retour (Aliens) – Ray Lovejoy
  - Hannah et ses sœurs – Susan E. Morse
  - Mission – Jim Clark
  - Top Gun – Chris Lebenzon et Billy Weber

### Meilleur montage sonore
- Aliens, le retour (Aliens) – Don Sharpe
  - Star Trek 4 : Retour sur Terre (Star Trek IV: The Voyage Home) – Mark Mangini
  - Top Gun – Cecelia Hall et George Watters II

### Meilleure musique originale
(remis par Bette Midler)
- Autour de minuit – Herbie Hancock
  - Aliens, le retour (Aliens) – James Horner
  - Le Grand Défi – Jerry Goldsmith
  - Mission – Ennio Morricone
  - Star Trek 4 : Retour sur Terre – Leonard Rosenman

### Meilleure chanson originale
(remis par Bernadette Peters)
- Top Gun – Giorgio Moroder (musique) et Tom Whitlock (paroles) pour Take My Breath Away
  - Fievel et le Nouveau Monde (An American Tail) – James Horner et Barry Mann (musique) et Cynthia Weil (paroles) pour Somewhere Out There
  - Karaté Kid : Le Moment de vérité 2 (The Karate Kid, Part II) – Peter Cetera (paroles/musique), David Foster (musique) et Diane Nini (paroles) pour Glory of Love
  - La Petite Boutique des horreurs (Little Shop of Horrors) – Alan Menken (musique) et Howard Ashman (paroles) pour Mean Green Mother from Outer Space
  - That's Life! – Henry Mancini (musique) et Leslie Bricusse (paroles) pour Life in a Looking Glass

### Meilleurs effets visuels
(remis par Leonard Nimoy et William Shatner)
- Aliens, le retour (Aliens) – Suzanne M. Benson, John Richardson, Robert Skotak et Stan Winston
  - La Petite Boutique des horreurs – Lyle Conway, Bran Ferren et Martin Gutteridge
  - Poltergeist 2 (Poltergeist II: The Other Side) – Richard Edlund, John Bruno, Gary Waller et Bill Neil

### Meilleurs maquillages
(remis par Rodney Dangerfield)
- La Mouche (The Fly) – Stephan Dupuis et Chris Walas
  - Le Clan de la caverne des ours (The Clan of the Cave Bear) – Michèle Burke et Michael Westmore
  - Legend – Rob Bottin et Peter Robb-King

### Meilleur documentaire
(remis par Oprah Winfrey et Artie Shaw)
- Artie Shaw: Time Is All You've Got produit par Brigitte Berman
- Down and Out in America produit par Joseph Feury et Milton Justice
  - Chile: Hasta Cuando? produit par David Bradbury
  - Isaac in America: A Journey with Isaac Bashevis Singer produit par Kirk Simon et Amram Nowak
  - Witness to Apartheid produit par Sharon I. Sopher

### Meilleur court métrage (prises de vues réelles)
(remis par Sonia Braga, Michael Douglas et Tom Hanks)
- Precious Images produit par Chuck Workman
  - Exit produit par Stefano Reali et Pino Quartullo
  - Love Struck produit par Fredda Weiss

### Meilleur court métrage (documentaire)
(remis par Helena Bonham Carter et Matthew Broderick)
- Women – for America, for the World produit par Vivienne Verdon-Roe
  - Debonair Dancers produit par Alison Nigh-Strelich
  - The Masters of Disaster produit par Sonya Friedman
  - Red Grooms: Sunflower in a Hothouse produit par Thomas L. Neff et Madeline Bell
  - Sam produit par Aaron D. Weisblatt

### Meilleur court métrage (animation)
(remis par Sonia Braga, Michael Douglas et Tom Hanks)
- Een Griekse tragedie (Une tragédie grecque) produit par Linda Van Tulden et Willum Thijssen
  - The Frog, the Dog, and the Devil produit par Hugh MacDonald et Martin Townsend
  - Luxo Jr. produit par John Lasseter et William Reeves

## Oscars spéciaux

### Oscar d'honneur
(remis par Karl Malden)
- Ralph Bellamy, pour son unique et distinguée contribution au métier d'acteur

### Médaille de Commandeur
- E.M. 'Al' Lewis

### Prix Irving G. Thalberg
(remis par Richard Dreyfuss)
- Steven Spielberg

## Oscars scientifiques et techniques
Les Oscars scientifiques furent remis le 22 mars au Grand Ball Room du Beverly Hilton Hotel de Los Angeles.

### Prix de la performance scientifique et d'ingiénerie
- Anthony D. Bruno et John L. Baptista (MGM Laboratories) et Manfred G. Michelson et Bruce W. Keller (Technical Film Systems) pour la conception du Continuous-Feed Printer
- Richard Edlund, Gene Whiteman, David Grafton, Mark West, Jerry Jeffress et Robert Wilcox (Boss Film Studios) pour le concept et le développement de l'objectif 65 mm Zoom Aerial (ZAP)
- Bran Ferren, Charles Harrison et Kenneth Wisner (Associates and Ferren) pour le concept et le design d'un objectif avancé
- William L. Fredrick et Hal Needham pour la conception de la voiture caméra Shotmaker Elite
- Richard Benjamin Grant et Ron Grant (Auricle Control Systems) pour leur invention du Film Composer's Time Processor.
- Robert Greenberg, Joel Hynek, Eugene Mamut, Alfred Thumin, Elan Lipshitz et Darryl A. Armour (Oxberry Division of Richmark Camera Service) pour la conception et le développement du RGA/Oxberry Compu-Quad Special Effects Optical Printer
- Fritz Sennheiser (Sennheiser Electronics Corporation) pour l'invention d'iun microphone directionnel sans interférence

### Prix de l'achèvement technique
- Lee Electric (Lightning) Ltd. pour le concept et le développement d'une console lumière
- John L. Baptista (MGM Laboratories) pour le développement et l'installation d'un système de recouvrement argent assisté par ordinateur
- Bran Ferren (Associates and Ferren) pour le développement d'un système laser synchro-cue et son application dans l'industrie du cinéma
- Carl E. Holmes (Carl E. Holmes Company) et Alexander Bryce (The Burbank Studios) pour le développement de l'unité de puissance mobile DC
- Hal Landaker et Alan Landaker (The Burbank Studios) pour le développement du Beat System cue track à basse fréquence
- Peter Parks (Oxford Scientific Films' Image Quest Division) pour le développement d'un aéro-composite pour les effets spéciaux visuels
- David W. Samuelson et William B. Pollard pour le développement et l'incorporation informatique dans des ordinateurs de poche pour la prise de vue (Samuelson) et pour les algorithmes nouveaux qui les ont permis (Pollard)
- Matt Sweeney et Lucinda Strub pour le développement d'une capsule automatique pour les balles de revolver d'effets spéciaux

## Statistiques

### Récompenses
Quatre Oscars
- Platoon

Trois Oscars
- Hannah et ses sœurs
- Chambre avec vue

Deux Oscars
- Aliens, le retour

Un Oscar
- La Couleur de l'argent
- L'Assaut
- Les Enfants du silence
- La Mouche
- Autour de minuit
- Top Gun
- Mission

### Nominations
Huit nominations
- Chambre avec vue

Sept nominations
- Platoon
- Hannah et ses sœurs
- Aliens, le retour
- Mission

Cinq nominations
- Les Enfants du silence

Quatre nominations
- La Couleur de l'argent
- Top Gun
- Star Trek IV : Retour sur Terre

Trois nominations
- Crimes du cœur
- Peggy Sue s'est mariée

Deux nominations
- Autour de minuit
- Le Grand Défi
- Salvador
- La Petite Boutique des horreurs

Une nomination
- Blue Velvet
- Mona Lisa
- Le Lendemain du crime
- Crocodile Dundee
- My Beautiful Laundrette
- Stand by Me
- L'Assaut
- '38
- 37°2 le matin
- Le Déclin de l'empire américain
- Mon gentil petit village
- Othello
- Pirates
- Le Maître de guerre
- Fievel et le Nouveau Monde
- Karate Kid 2
- That's Life !
- Poltergeist 2
- La Mouche
- Le Clan de la caverne des ours
- Legend